# Alexandre Germain (acteur)
Ne doit pas être confondu avec Alexandre Germain.
Alexandre Germain ou Germain, né Alexandre Germain Poinet le 17 juin 1847 à Paris, ville où il est mort le 31 octobre 1938 en son domicile dans le 18e arrondissement, est un acteur de théâtre français. Il est inhumé au Cimetière du Père-Lachaise (89e division).

## Théâtre
Germain apparaît comme acteur (ou chanteur à ses débuts) dans 40 pièces, entre 1881 et 1913.
- Les Mille et Une nuits (1881)
- Fanfreluche (1883)
- Les Pommes d'or (1883)
- La Fille de madame Angot (1888)
- Samsonnet (1890)
- La Demoiselle du téléphone (1891)
- La Bonne de chez Duval (1892)
- Champignol malgré lui (1892)
- Mon prince (1893)
- L'Hôtel du libre échange (1894)
- Le Contrôleur des wagons-lits (1898)
- La Dame de chez Maxim (1899)
- Les Maris de Léontine (1900)
- Le Coup de fouet (1901)
- La Duchesse des Folies-Bergère (1902)
- La Dame du 23 (1904)
- La Gueule du loup (1904)
- Florette et Patapon (1905)
- Champignol malgré lui (1905)
- Dix minutes d'arrêt (1905)
- Le Gigolo (1905)
- La Petite Madame Dubois (1906)
- La Dame de chez Maxim (1906)
- Le Pavé de l'ours (1906)
- La Cabotine (1907)
- La Puce à l'oreille (1907)
- Vingt jours à l'ombre (1907)
- Dix minutes d'auto (1908)
- Occupe-toi d'Amélie (1908)
- Coralie et Cie (1908)
- Article 301 (1909)
- Théodore et Cie (1909)
- Moins cinq (1909)
- Une grosse affaire (1909)
- On purge bébé (1910)
- L'Enlèvement des Sabines (1910)
- Noblesse oblige (1910)
- Et ma sœur ? (1911)
- La Présidente (1912)
- Les Deux Canards (1913)